# FOIBOS
FOIBOS a.s. je akciová společnost – umělecká agentura založená 15. března 1995. Realizuje kulturní projekty v České republice i zahraničí.

## Projekty
Mezi projekty společnosti FOIBOS patří muzikál „Sny svatojánských nocí na Křižíkově fontáně“. Tento muzikál měl na Křižíkově fontáně premiéru v roce 1992 a jeho 150 představení navštívilo více než 170 000 diváků.[zdroj?] Dalšími projekty byly Cena Thálie, Letní shakespearovské slavnosti na Pražském hradě, Cena Františka Filipovského, Koncertino Praga, Operní festival Libušky, výstavy českého uměleckého skla v Číně. FOIBOS a.s. byla vydavatelem jednoho z prvních designových časopisů v ČR „Kulturní rallye Dotyk“ a také provozovatelem stejnojmenného klubu pro příznivce umění a byznysu.
„Foibos“ je přízviskem boha Apollóna a v překladu znamená „zářící“.

## Současnost
Agentura vydává knižní edice Slavné vily a Slavné stavby, buduje Pražskou galerii českého skla a s ní spojenou Cenu Stanislava Libenského. Od roku 1995 pořádá přehlídku České divadlo v rámci které se prezentují profesionální divadelní soubory ČR v Praze. Rozvíjí svou značku „foibos design(R)“, reprezentující zejména designové interierové doplňky ze skla. Buduje Kotěrovo centrum a zpřístupňuje Trmalovu vilu v Praze veřejnosti. Autorem vily je architekt Jan Kotěra.

## Cena Stanislava Libenského
Agentura FOIBOS a.s. produkuje od roku 2009 soutěž "Cena Stanislava Libenského". První ročník se konal v září roku 2009 v Clam-Gallasově paláci v Praze na počest sklářského umělce prof. Stanislava Libenského. Do soutěže bylo přihlášeno 36 uchazečů z různých částí světa, například z Japonska, Německa, Británie, Polska, Estonska a České republiky. Cenu předala paní Livie Klausová při slavnostním vyhlášení v Clam-Gallasově paláci. Součástí prvního ročníku byla také výstava těchto studentských děl.
Druhý ročník Ceny Stanislava Libenského se konal v Letohrádku královny Anny na Pražském hradě spolu s výstavou Sklo.Klasik. Do soutěže se přihlásilo čtyřicet pět čerstvých absolventů z celého světa. Z přihlášených prací bylo do dalšího kola nominováno 34 kandidátů.
Porota, která hodnotila studentské práce byla složena z velkých osobnosti sklářského světa jako například prof. ak. mal. Vladimír Kopecký, prof. Jiří Harcuba, Mgr. Oldřich Palata, Mgr. Milan Hlaveš a další.
Výstava ke třetímu ročníku Ceny Stanislava Libenského pro rok 2011 se koná v Císařské konírně na Pražském hradě a samotný galavečer soutěže proběhl v Nové Galerii na Pražském hradě. Přihlášeno bylo 51 absolventů vysokých škol z celého světa.

## Slavné vily a Slavné stavby
Akciová společnost Foibos byla majoritním vlastníkem nakladatelství Foibos Books, které vydává především knihy z oblasti architektury.
Tituly edice Slavné vily a Slavné stavby pojednávají o architektonických dílech z hlediska jejich architektonického řešení a hodnoty, historických, kulturních a slohotvorných souvislostí a klade velký důraz na prezentaci tvůrců, případně stavebníků, kteří se na jejich vzniku podíleli. Součástí edice bývají i literární portréty architektů či tvůrců příbuzného zaměření.
V edici Slavné vily již byly vydány knihy všech krajů České republiky, Prahy a Brna, jedná se o kolekci 15 knih. Umělecká agentura FOIBOS na závěr připravila završení této edice soubornou publikací s výběrem nejslavnějších vil z Čech, Moravy a Slezska.

## Vize a poslání
Za svou vizi FOIBOS označuje prostřednictvím tvůrčí prezentace českého divadla, ateliérového skla a architektury zvýšit prestiž a hodnotu české kultury v národním i mezinárodním měřítku. Za své poslání prohlašuje poskytování producentské, produkční a ediční služby za pomoci soukromých i veřejných zdrojů k realizaci kulturních projektů a k rozvoji mezinárodních vztahů v kulturních oblastech.